# Fender Mustang
Fender Mustang — міцнокорпусна електрогітара, вироблена корпорацією Fender Musical Instruments. Була представлена у 1964 році як основа для значного редизайну учнівських моделей Fender, Musicmaster і Duo-Sonic. Випускалась до 1982 року і перевидана у 1990 році.
У 1990-х роках Mustang отримала культовий статус в основному в результаті її використання кількома альтернативними рок-гуртами, зокрема грандж-гуртами, серед яких грав фронтмен Nirvana Курт Кобейн.
Mustang оснащена двома однокотушковими звукознімачами, незвичайною конфігурацією перемикання між звукознімачами і унікальною системою вібрато. На початку вона була доступна у двох коротких розмірах мензури: 609,6 мм і 571,5 мм.

## Історія
Mustang має зміщену талію, що нагадує Jazzmaster, але її загальний стиль нагадує існуючі студентські моделі Musicmaster і Duo-Sonic, головною зміною є невелике зміщення талії. Після випуску Mustang Musicmaster і Duo-Sonic були перероблені з використанням корпусу Mustang. Нові версії були названі Musicmaster II і Duo-Sonic II, але наклейки не застосовувалися постійно.